# Вулиця Миколи Лукаша (Київ)
Ву́лиця Мико́ли Лукаша́ — вулиця в Солом'янському районі міста Києва, місцевість Олександрівська слобідка. Пролягає від початку забудови до Оборонного провулку.
Прилучається проїзд без назви до Народної вулиці.

## Історія
Вулиця виникла в 1-й половині XX століття (наприкінці 1930 — на початку 1940-х років) під назвою 331-ша Нова, з 1944 року — Новонародна. З 1964 року набула назву вулиця Миколи Скрипника, на честь українського радянського партійного і державного діяча Миколи Скрипника.
Сучасна назва на честь українського перекладача і мовознавця Миколи Лукаша — 2017 року.